# Protohaustorius bousfieldi
Protohaustorius bousfieldi är en kräftdjursart som beskrevs av P. B. Robertson och Shelton 1978. Protohaustorius bousfieldi ingår i släktet Protohaustorius och familjen Haustoriidae. Inga underarter finns listade i Catalogue of Life.